# Finkarstjärnen
Finkarstjärnen är en sjö i Umeå kommun i Västerbotten och ingår i Tavelån-Umeälvens kustområde.